# ساگا بکر
ساگا بکر (به انگلیسی: Saga Becker) (زاده ۱۹۸۸) بازیگر سوئدی است.
او یک زن ترنس است.